# La notte che mia madre ammazzò mio padre
La notte che mia madre ammazzò mio padre (La noche que mi madre mató a mi padre) è un film del 2016 diretto da Inés París.
Il film ha partecipato alla 19ª edizione del Festival di Malaga.

## Trama
Durante una notte in cui un gruppo di professionisti del cinema si incontra in una casa, Isabel vuole ottenere un ruolo nel nuovo film di suo marito Ángel, che è uno sceneggiatore, e della sua ex moglie Susana, che è una regista. Tutti cercheranno di convincere l'attore argentino Diego Peretti a recitare nel nuovo film, ma la serata non finisce come si aspettavano: l'ex marito di Isabel arriva con la sua nuova compagna.